# Towton
Towton is een civil parish in het bestuurlijke gebied Selby, in het Engelse graafschap North Yorkshire.
Tijdens de Rozenoorlogen in 1461 werd op een heuvel ten zuiden van het dorp de Slag bij Towton gestreden tussen de aanhangers van het Huis York en die van het Huis Lancaster. Deze slag staat bekend als de grootste en bloedigste veldslag ooit gevochten op het Britse eiland.